# Masticación

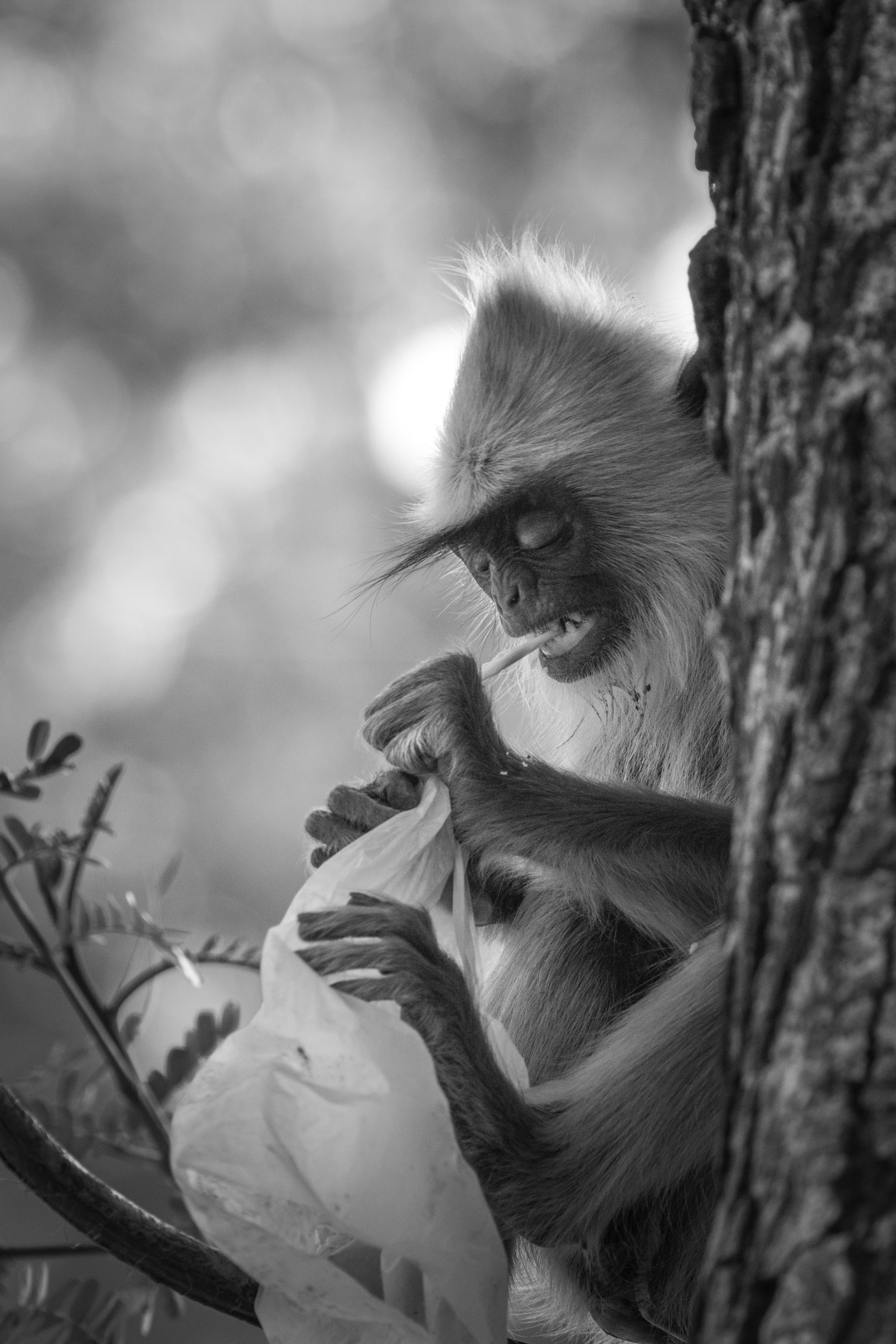
Langur gris moñudo masticando una bolsa de plástico.

La masticación es una parte de la función digestiva de los mamíferos, incluido el ser humano. Es el proceso mediante el cual se tritura la comida previamente ingerida al comienzo de la digestión aumentando así la cantidad de energía y nutrientes obtenidos del alimento en comparación de otros vertebrados que no mastican.
En el ser humano, la masticación corre a cargo de los dientes o, más concretamente, de los molares, en colaboración con la lengua. El producto de esta acción es el bolo alimenticio. La pieza dental tiene unas cúspides que facilitan la asimilación de nutrientes y tienen que desplazarse para favorecer la superficie de masticación.

## Masticación y deglución
Proceso mediante el cual la comida es triturada con ayuda de las piezas dentales y es homogeneizada o lubricada con la saliva, esto se debe a una acción refleja congénita o incondicionada. La secreción de saliva es una respuesta a la estimulación directa de las células del gusto o de la mucosa bucal.
La secreción de la saliva se produce también de otra forma. La boca se hace agua a la vista del alimento o al advertir el olor e, incluso, ante la sola idea de la comida, especialmente cuando tenemos hambre. Los experimentos de Pavlov demuestran que en el reino animal existe también relación entre los conceptos abstractos y la secreción salival en conductas aprendidas.
La cantidad de saliva que segrega cada día un humano adulto varía, en general, entre 1000 y 1500 cc. La saliva se compone en un 99 % de agua, y la exigua cantidad de material disuelto en ella está constituido, esencialmente, por la mucina, una sustancia que da una determinada viscosidad al líquido salivar, y por una enzima, la ptialina. En la saliva, como en todos los líquidos del organismo hay disueltas sales de sodio, de potasio, de calcio y de magnesio. Un elemento importante es el lisozima, antibiótico natural que ejerce en la boca una provechosa acción antibacteriana. Las funciones digestivas son realizadas por la ptialina, capaz de transformar los hidratos de carbono cocidos en un azúcar, la maltosa. Sin embargo, para que el hidrato de carbono, contenido en las células de todas las sustancias feculentas (patatas, manzanas y, en general, toda la verdura), pueda ser atacado y digerido por la ptialina, debe liberarse de la envoltura de celulosa que protege a cada célula, que solo la cocción puede romper.
De todas maneras, el alimento se detiene muy poco tiempo en la boca para que los hidrocarbonos de los alimentos bien cocidos puedan ser digeridos efectivamente por la saliva. Es cierto, por otra parte que si el alimento ha sido bien masticado y humedecido por la saliva, ésta podrá iniciar su acción en el mismo estómago, convirtiendo así gran parte del hidrocarbonado en maltosa, que experimentará después una ulterior transformación.
La función digestiva, sin embargo, no debe ser considerada como la principal función de la saliva. En efecto, aunque en la saliva no hubiera ptialina, ello no representaría un gran daño para el organismo. En el intestino se derraman normalmente otros jugos mucho más poderosos, en lo que se refiere a la digestión de los carbohidratos; en la práctica, éstos no tienen en cuenta la labor realizada por la ptialina y son capaces de descomponer las moléculas más grandes en unidades más pequeñas directamente absorbibles. La saliva sirve, principalmente, para mojar el alimento y hacerlo pastoso y más fácil de tragar; mantiene además la boca limpia, impidiendo que partículas de comida se queden entre los dientes y demás cavidades. La saliva juega también un papel esencial en la emisión de la voz.

### La masticación
Durante la masticación, los labios, la mandíbula, las mejillas y la lengua trabajan con una notable coordinación de movimientos. Los dientes incisivos penetran en el alimento y lo sostiene cortándolo, mientras que las manos lo halan, para desgarrar finalmente. La misión de triturarlos queda reservada a los molares. Las mandíbulas además de tener la capacidad de cerrarse con notable fuerza, realizan también movimientos laterales, que ayudan a moler cada vez más finamente el alimento. Los músculos de las mejillas, de los labios y sobre todo de la lengua llevan continuamente los trozos más grandes bajo los molares, recogiendo al mismo tiempo la saliva que brota de los conductos de las glándulas y humedece el alimento triturado hasta formar una pequeña masa pastosa, llamada bolo alimenticio, que se puede ingerir más fácilmente

### La deglución
La deglución es un proceso bastante complicado. La comida, en efecto, para pasar de la boca al esófago, debe atravesar la faringe; en ésta convergen otras vías: las cavidades nasales, laríngea, esofágica y la oral. La faringe constituye, pues, el cruce de dos importantes líneas de paso:
- la primera transporta el aire, y va desde la parte más interna de las cavidades nasales hasta la laringe y, de aquí, hasta los pulmones
- la otra, por la que pasa la comida, va desde la cavidad oral hasta el esófago.

Es evidente que, durante la deglución, no solo quedará contenida por breve tiempo la respiración, sino que habrá que tomar todas las precauciones para que la comida no se desvíe por una vía equivocada, es decir, no pase a la laringe o, como se dice no se vaya por mal sitio.

#### Fases de la deglución
- Fase voluntaria, durante la cual la comida pasa desde el dorso de la lengua hasta el istmo de las fauces, es controlada por la voluntad; las fases sucesivas, durante las cuales la comida atraviesa la faringe, tienen lugar automáticamente. El bolo alimenticio es, por tanto, es empujado hacia atrás por la acción de la lengua, ayudada por las mejillas.
- El paladar blando, al elevarse, cierra el orificio que pone en comunicación las cavidades nasales con la faringe, impidiendo, de esta forma, que el aire pueda entrar y arrastrar la comida hacia la laringe.
- Fase faríngea , oportunamente, por el simultáneo descenso de la epiglotis y la elevación de la laringe de modo que al bolo alimenticio no le queda otra posibilidad que elegir la única vía que permanece abierta, o sea, la que conduce al esófago. Si una pequeña porción de bolo entra en la laringe, queda bloqueada por el repliegue ventricular.
- Fase esofágica, el bolo provoca una onda peristáltica de contracción que recorre el tubo en toda su longitud, haciendo avanzar la comida hasta la válvula que cierra la entrada superior del estómago, llamada cardias. Este esfínter, normalmente contraído para impedir que la comida refluya del estómago, se relaja en este momento y permite el paso del bolo alimenticio hacia estómago.